# Pinna Nesbit
Pinna Nesbit (Halifax, 26 novembre 1896 – Santa Barbara, 31 marzo 1950) è stata un'attrice canadese che lavorò nel cinema muto statunitense.
Era sposata al regista e produttore britannico Harley Knoles (1880-1936).

## Filmografia
La filmografia - basata su IMDb - è completa.
- The Page Mystery, regia di Harley Knoles (1917)
- The False Friend, regia di Harry Davenport (1917)
- The Stolen Paradise, regia di Harley Knoles (1917)
- The Price of Pride, regia di Harley Knoles (1917)
- Beloved Adventuress, regia di William A. Brady (1917)
- The Little Duchess regia di Harley Knoles (1917)
- Rasputin, the Black Monk, regia di Arthur Ashley (1917)
- The Corner Grocer, regia di George Cowl (1917)
- The Good for Nothing, regia di Carlyle Blackwell (1917)
- The Beautiful Mrs. Reynolds, regia di Arthur Ashley (1918)
- The Whims of Society, regia di Travers Vale (1918)
- Broken Ties, regia di Arthur Ashley (1918)
- Let's Get a Divorce, regia di Charles Giblyn (1918)
- Merely Players, regia di Oscar Apfel (1918)
- A Soul Without Windows, regia di Travers Vale (1918)
- Bolshevism on Trial, regia di Harley Knoles (1919)
- Partners of the Night, regia di Paul Scardon (1920)

## Spettacoli teatrali
- The Guilty Man, di Charles Klein e Ruth Helen Davis (Broadway, 17 agosto 1916)